# Joseph Louis Hubac
Pour les articles homonymes, voir Hubac.
Joseph Louis Hubac, né à Toulon le 18 novembre 1776, et mort dans la même ville le 13 mars 1830, est un sculpteur français.

## Biographie
Petit-fils du sculpteur Joseph Hubac (1716-1761) et fils d'officier de marine, Joseph Louis Hubac commence une carrière militaire. Son père est tué sous ses yeux par un boulet dans le combat de la frégate La Sybille en 1792 contre le vaisseau anglais Rodney. Quelques années plus tard, en 1798, son bateau L'Orient est coulé à Aboukir. Il décide alors d'entrer comme élève sculpteur dans l'atelier du port de Toulon. Après un apprentissage de huit ans, il entre à l'École des beaux-arts de Paris, mais revient un an après à Toulon en tant que contremaître à l'atelier du port.
En 1807, il se rend à Venise pour occuper le poste de directeur de décoration des vaisseaux. En 1814, il revient à Toulon à l'atelier de sculpture du port. Il réalise une maquette en terre cuite pour une statue de Louis XIV qui devait orner la place de l'horloge à l'arsenal mais qui ne sera jamais réalisée. En 1817, il se rend à Lorient pour occuper le poste de maître sculpteur. De retour à Toulon, il sculpte un buste en bronze de Louis Moréri pour la ville de Bargemon (œuvre détruite pendant la Seconde Guerre mondiale). Il réalise également un buste en marbre de Janus. Il offre un buste de la Paix à l'Académie du Var, dont il devient membre. Enfin, il exécute un grand nombre de statues en pierre ou en bois pour les églises de Toulon et ses environs. Il sculpte notamment la chaire de la cathédrale Notre-Dame-de-la-Seds de Toulon.

## Œuvres dans les collections publiques
- Marseille, musée des beaux-arts :
  - Enlèvement de Polyxène, dessin à la plume[5] ;
  - La Frégate l'Armide, dessin à la plume[6] ;
  - La Frégate Vénus, dessin à la plume[7] ;
  - Marine, huile sur toile[8] ;
  - Portrait en pied de Dugay-Trouin, terre cuite[9] ;
  - Portrait en pied de l'amiral Brueys, tterre cuite[10] ;
  - Portrait en pied de Louis XIV, terre cuite[11] ;
  - Projet d'une statue de Louis XIV, dessin à la plume[12].
- Paris, musée du Louvre : Hébé et l'aigle de Jupiter, médaillon en marbre de 44 cm de diamètre[13],[14].

## Galerie

Sculptures de Joseph Louis Hubac
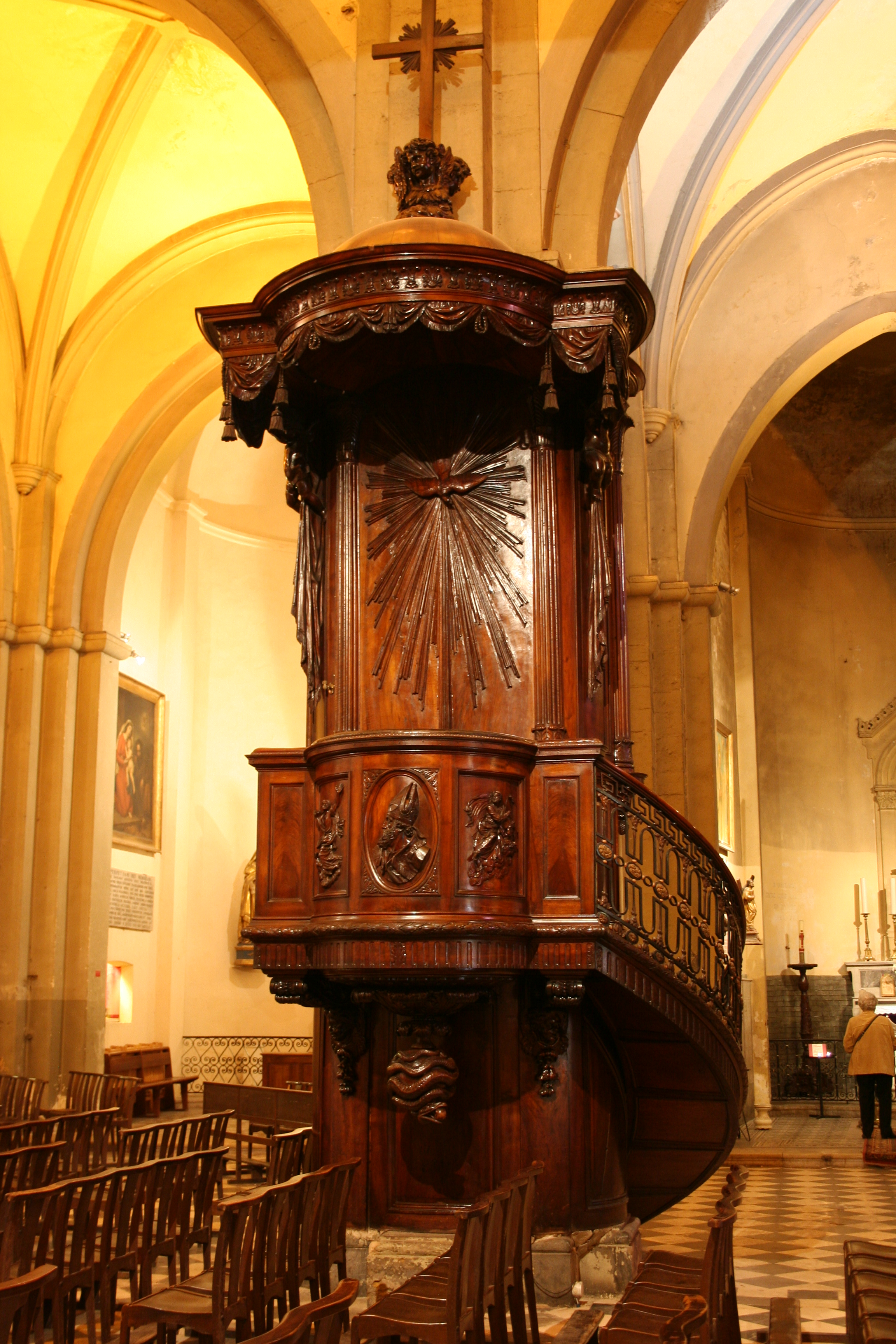
Chaire de la cathédrale Notre-Dame-de-la-Seds de Toulon.
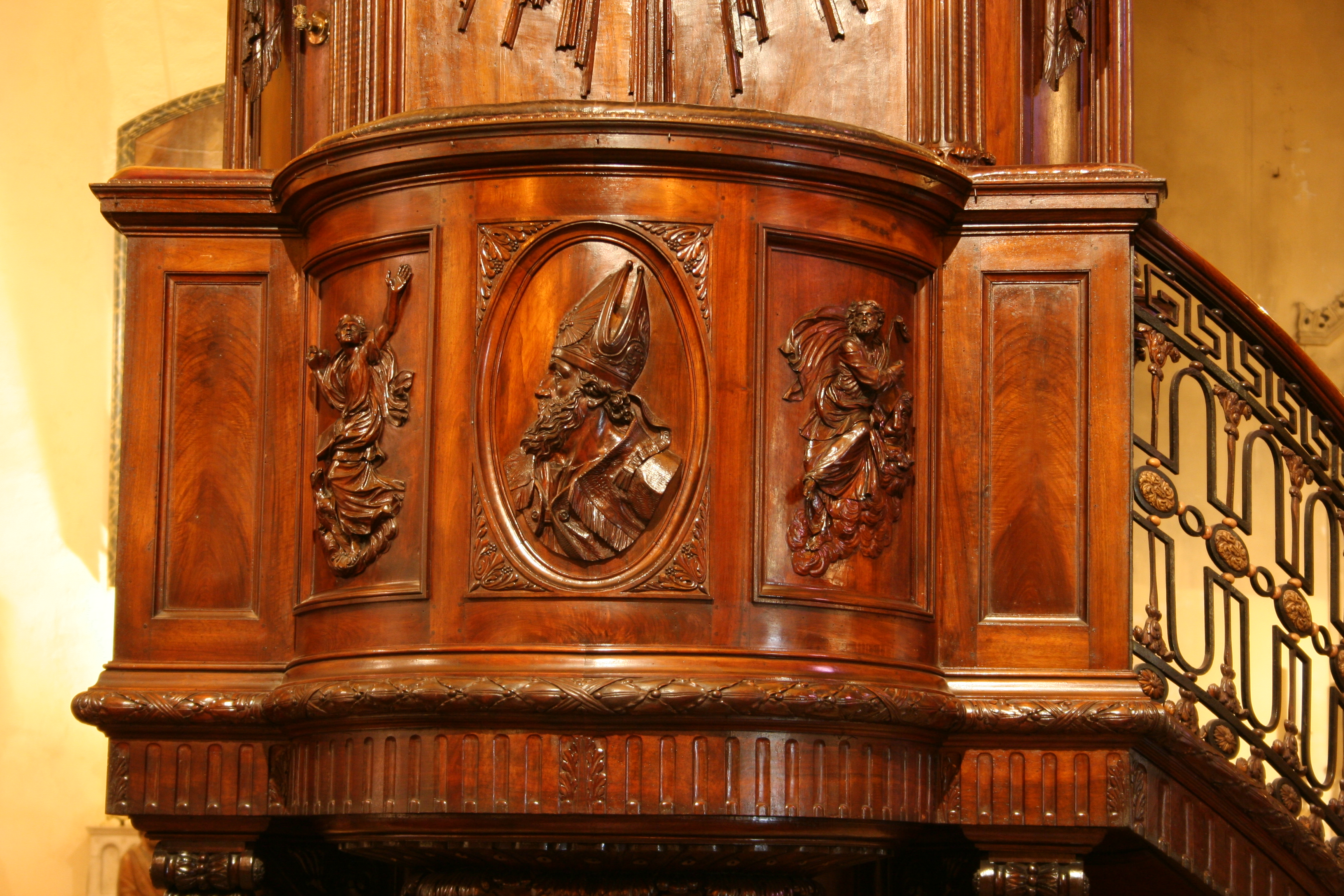
Détail de la chaire de la cathédrale Notre-Dame-de-la-Seds de Toulon.